# Ferula jaeschkeana
Espèce
Ferula jaeschkeana est une espèce de plantes à fleurs de la famille des Apiaceae et du genre Ferula. Elle est parfois citée parmi les plantes productrices d'ase fétide, même si sa gomme-résine a une composition phytochimique très différente. Celle-ci possède néanmoins plusieurs composés actifs dotés de propriétés pharmacologiques potentielles.

## Description

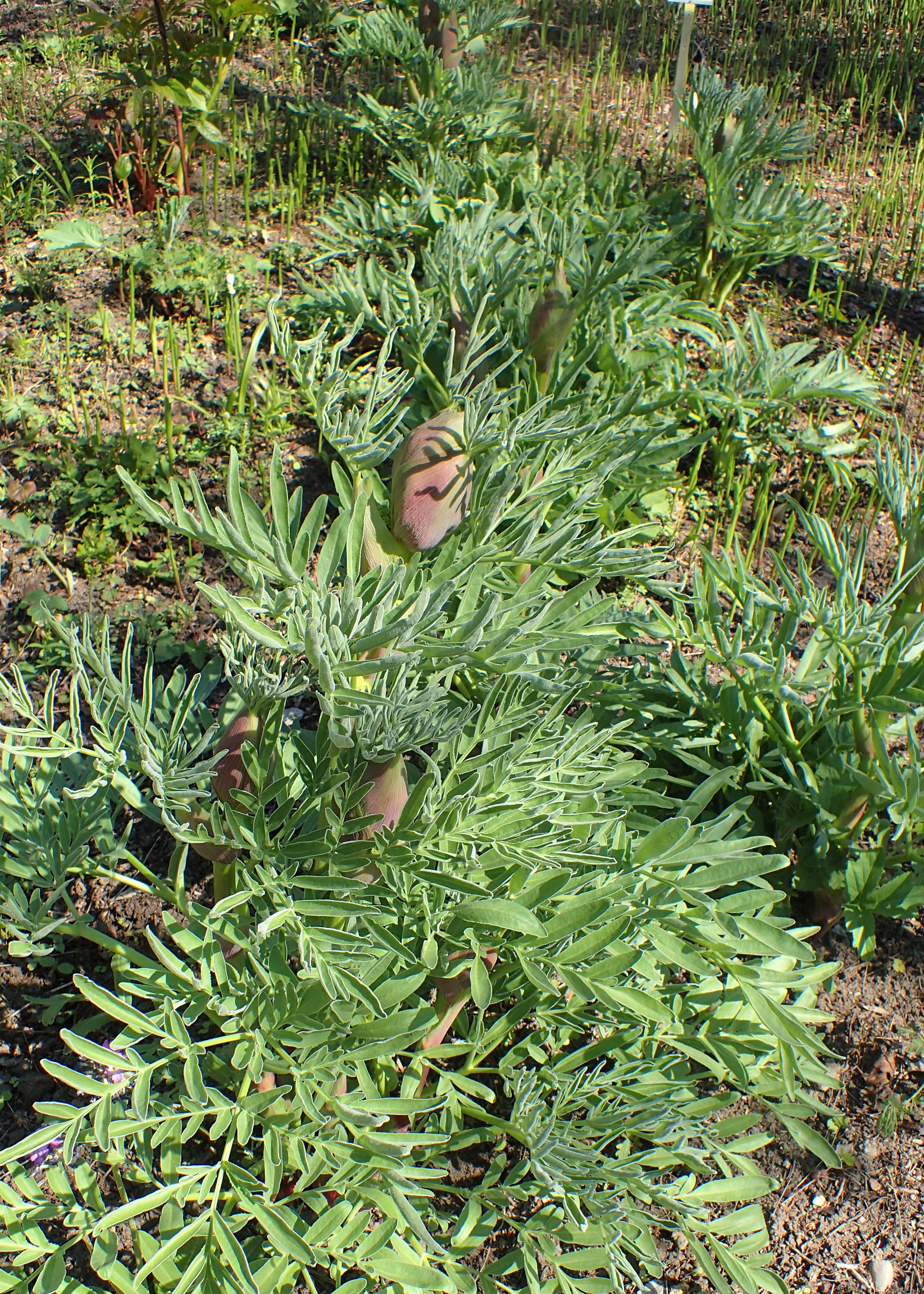
Aspect général.

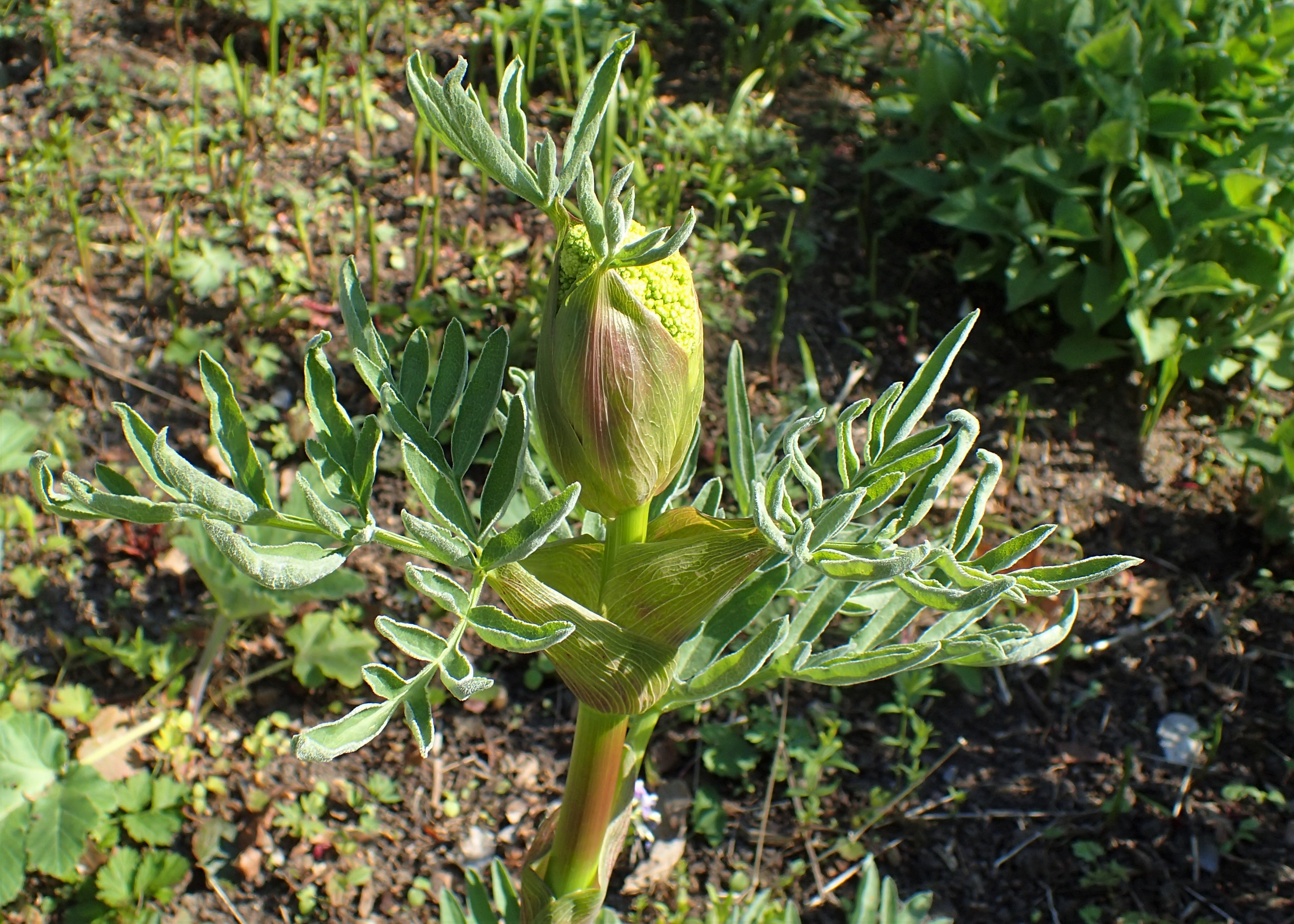
Bouton floral.

### Appareil végétatif
C'est une plante herbacée haute de 1 à 2 m, monocarpique, peu parfumée. La tige est solitaire, épaisse, robuste, brun rougeâtre, à ramifications paniculées, aux branches inférieures alternes, aux branches supérieures verticillées. Les feuilles de la base sont pétiolées ; le limbe foliaire a le contour largement triangulaire, divisé en deux, glabre adaxialement, pubescent abaxialement, se flétrissant rapidement. Les segments sont largement ovés, ternés-bipinnatisects, les segments ultimes oblongs ou oblongs-lancéolés, longs de 10–15 cm et larges de 4–5 cm, bipinnatisects, la base décente, finement dentelée, l'apex court-acuminé. Les feuilles caulinaires sont réduites vers le haut, à gaines ovales-lancéolées, embrassantes.

### Appareil reproducteur
Les inflorescences sont des ombelles de 3 à 10 cm de diamètre. Les ombelles terminales sont sessiles ou subsessiles ; les latérales sont longuement pédonculées, dépassant les terminales ; elles sont suportées par 5 à 25 rayons, inégaux ; les bractées sont absentes. Les ombellules présentent 15 à 20 fleurs. Leurs pétales sont long-elliptiques, l'apex acuminé, incurvé. Le stylopode est peu conique, à base dilatée, au bord ondulé ; les styles sont allongés. Le fruit est ellipsoïde, long de 14–20 mm et large de 8–12 mm ; il y a une vittae dans chaque sillon, et 4 à 6 sur la commissure. La floraison a lieu en juin, la fructification en juillet.

## Répartition
L'espèce est originaire d'Asie centrale et du Sud. Elle est indigène en Afghanistan, dans l'Himalaya, au Pakistan, au Turkménistan, en Ouzbékistan.

## Habitat et écologie
Ferula jaeschkeana pousse dans les pentes herbeuses, parmi les arbustes, jusqu'à une altitude de 3 600 m.

## Taxonomie
L'espèce est décrite en premier par Wilhelm Vatke en 1876, qui la classe dans le genre Ferula sous le nom binominal Ferula jaeschkeana.
Ferula jaeschkeana a pour synonymes :
- Ferula gangensis Korovin[4]
- Ferula jaeschkeana var. parkeriana O.E.Schulz[4]
- Ferula parkeriana H.Wolff[4]
- Ferula parkeriana H.Wolff ex O.E.Schulz[4]
- Ferula wolffii Korovin[4]
- Peucedanum jaeschkeanum (Vatke) Baill., 1884[4],[3]

## Gomme-résine
La racine de la plante exsude une gomme-résine qui est exploitée commercialement et utilisée pour ses propriétés antiseptiques, ainsi qu'en parfumerie et en cosmétique. Certains ouvrages mentionnent l'espèce parmi les sources botaniques de l'ase fétide, mais l'huile essentielle de Ferula jaeschkeana est dénuée des composés organosulfurés volatiles qui font la spécificité de cette substance à l'odeur nauséabonde.